# Jacques Brel
Jacques Brel, născut  Jacques Romain Georges Brel (n. 8 aprilie 1929, Schaarbeek, Comunitatea Francofonă din Belgia⁠(d), Belgia – d. 9 octombrie 1978, Bobigny, Île-de-France, Franța) a fost un cantautor, actor și realizator de film belgian de expresie predominant franceză. Datorită calităților literare ale versurilor sale a fost considerat de asemenea poet. Într-un sondaj din 2005 a fost desemnat de publicul francofon din țara natală drept cel mai mare belgian din toate timpurile.

## Biografie

### Primii ani (1929-1953)

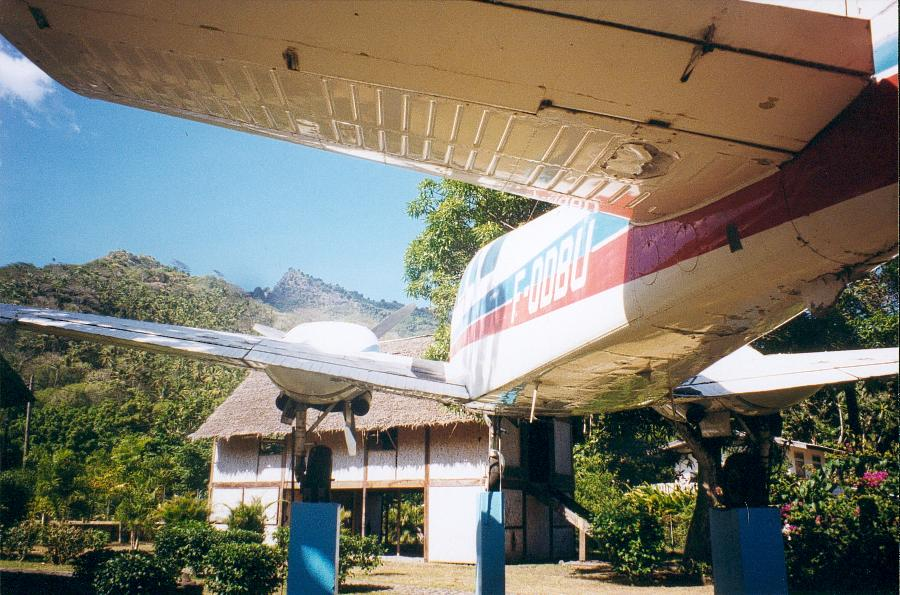
Avionul lui Jacques Brel expus la Atuona.

Brel s-a născut în Schaarbeek, Belgia, un cartier din Bruxelles, dar a trăit o bună parte a vieții sale la Paris.  A murit la Bobigny, o suburbie a Parisului și este înmormântat în Insulele Marchize, alături de Paul Gauguin.
Născut dintr-o familie de industriași flamanzi (catolici), ca cel mai tânăr dintre doi frați (celălalt, Pierre, cu 5 ani mai în vârstă, nu i-a împărtășit atracția pentru muzică), nu a arătat interes pentru afacerile familiei ci mai degrabă un apetit pentru cultură. După absolvirea școlii primare, în 1941 este înscris la colegiul Saint Louis, aflat în apropierea Grădinii Botanice din Bruxelles. Acolo nu se arată a fi un elev strălucit, dar participă la crearea trupei dramatice a școlii, scrie poezii și nuvele și face primele improvizații la pian pentru poemele compuse de el. Ulterior s-a alăturat organizației catolice de tineret Franche Cordée, unde s-a remarcat cântând, dar și ca actor în piese de teatru.
Pe data de 1 iunie 1950 s-a căsătorit la Laeken (Bruxelles) cu Thérèse Michielsen (« Miche »), pe care o întâlnise cu trei ani înainte la Franche Cordée. Pe 6 decembrie 1951 s-a născut Chantal, prima sa fiică. Au urmat France (12 iulie 1953) și Isabelle (august 1958), pentru aceasta din urmă Brel compunând cântecul omonim.
Începând cu anul 1952 începe să compună și să interpreteze propriile cântece în cadru restrâns, obținând succese minore.  În 1953 înregistrează primul său disc la casa de discuri Philips, conținând două cântece (La Foire și Il y a) și vândut în 200 de exemplare.  Cucerit de această interpretare, Jacques Canetti, descoperitor de talente, director al celebrului cabaret parizian « Les Trois Baudets » și director artistic la Philips, îl invită la Paris. În iulie același an îl întâlnește pe Georges Brassens.

### Maturitatea muzicală (1954-1966)
În primăvara anului 1954 se mută definitiv la Paris, fiind urmat în 1955  de soția și fiicele lui, care totuși vor reveni la Bruxelles câțiva ani mai târziu. Cântă la cabaretele « Les Trois Baudets » și « Chez Patachou ». În octombrie participă la un turneu în Africa de Nord, fiind numărul trei pe un afiș dominat de Sidney Bechett.
În februarie 1955 îl întâlnește pe Georges Pasquier, poreclit Jojo, de care îl va lega toată viața o strânsă prietenie.
Încet-încet, Brel va ajunge să fie înțeles și gustat de public, obținând succese după succese și realizând numeroase spectacole. Astfel, în 1956 susține turnee în Africa de Nord, mai apoi la Amsterdam, Lausanne și în toată Belgia. În cursul unui turneu la Grenoble îl întâlnește pe pianistul François Rauber, care va deveni un apropiat colaborator. În iunie 1957 este unul dintre laureații Marelui Premiu al Discului decernat de Academia Charles Cros. În mai 1958 efectuează un turneu în Canada unde îl întâlnește pe Félix Leclerc iar în luna decembrie a aceluiași an pianistul Gérard Jouannest se alătură lui Brel și lui Rauber. Pe 14 septembrie 1959 înregistrează la Philips, alături de Rauber și de orchestra acestuia, La valse à mille temps și Les flamandes. În 1960 va da un spectacol la hotelul « Shepheard's » din Cairo, iar la începutul anului 1961 concertează în Canada. Între 12-29 octombrie același an este cap de afiș la Olympia și tot în această perioadă compune hiturile Le Moribond și Les Bourgeois.
Pe 7 martie 1962 semnează un contract pe cinci ani cu casa de discuri Barclay, contract ce va fi prelungit în 1967 pentru o perioadă de șase ani și reînnoit pe data de 3 martie 1971 pentru 33 de ani.  În 1964 își pierde ambii părinți: tatăl (Romain) moare la 8 ianuarie, urmat de mama sa (Elisabeth, poreclită Mouky) pe 7 martie. Dar 1964 este și anul unor compoziții renumite, printre care Jef, Amsterdam, Mathilde și Le Dernier Repas. La sfârșitul anului următor susține recitaluri la Moscova (21-26 octombrie) și la Carnegie Hall din New York (4 decembrie), urmate de alte turnee efectuate în aprilie 1966 (Djibouti, Madagascar etc)
La apogeul carierei, în 1966, decide brusc să renunțe la viața muzicală și își încheie activitatea pe scenă prin celebrele concerte de adio de la sala Olympia din Paris (6 octombrie – 1 noiembrie). Își ia adio de la publicul din Bruxelles printr-un concert susținut la Palais des Beaux-Arts pe 15 noiembrie. Între 25 martie și 25 aprilie 1967 va realiza un ultim turneu în Québec, iar pe 16 mai va apărea pe scenă pentru ultima dată, la Roubaix.

### Activitatea cinematografică (1967-1973)
După renunțarea la scenă, Jacques Brel s-a dedicat cu precădere cinematografiei, fără însă a abandona preocupările muzicale. S-a remarcat atât ca actor (L’Aventure c’est l’aventure, 1972 și L'Emmerdeur, 1973, în ambele alături de Lino Ventura), cât și ca regizor. Continuă să compună și să înregistreze cântece, iar în martie 1969 este menționat pentru prima dată în dicționarul Larousse.

### Ultimii ani (1974-1978)

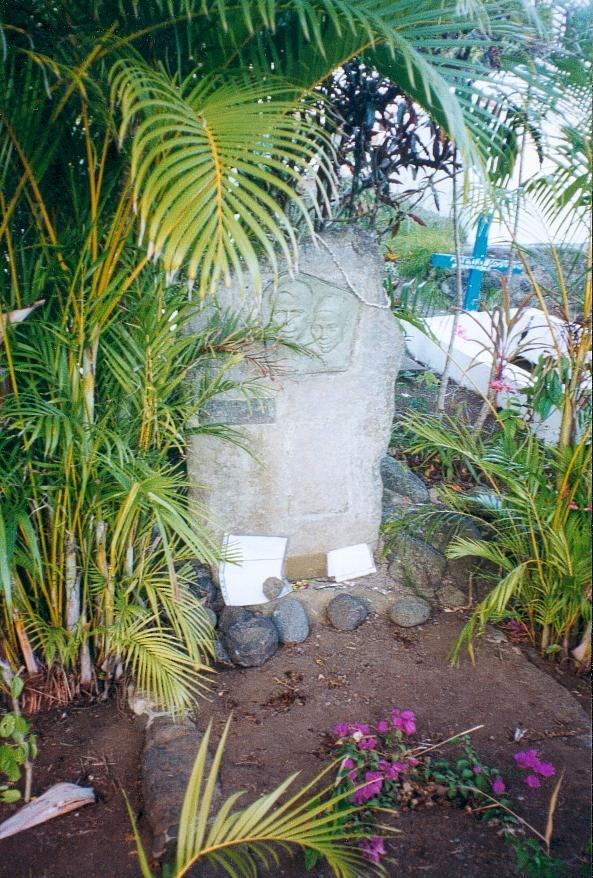
Mormântul lui Jacques Brel la Atuona.

În 1974 decide să-și cumpere propriul yacht (Askoy II), un velier de 19 metri și 42 de tone, cu care plănuiește o călătorie în jurul lumii, timp de trei ani. Pleacă din portul Anvers pe 24 iulie, dar nu își va putea respecta planurile. În septembrie moare vechiul său prieten Georges Pasquier (Jojo) iar în octombrie Brel însuși, un fumător înrăit, este diagnosticat cu cancer la plămâni, boală care avea să-i aducă sfârșitul. Își reia totuși periplul la sfârșitul anului, ajungând în noiembrie 1975 în golful Atuona din insula Hiva Oa, în Polinezia Franceză, loc în care va închiria o casă în iunie 1976. Având brevet de pilot încă din anul 1965, își cumpără propriul avion și își petrece timpul făcând curse comerciale de pasageri între insula Hiva Oa și Tahiti.
În 1977, în ciuda bolii care avansează, revine la Paris pentru a înregistra ultimul său album, apărut pe 17 noiembrie. Se reîntoarce în insulele Marchize, dar boala care se agravează îl determină să revină în vara lui 1978 în Franța metropolitană, unde moare, la 9 octombrie 1978, ora 4:10 dimineața, la spitalul Avicenne din Bobigny.
Trupul său neînsuflețit a fost readus în insulele Marchize și înmormântat în cimitirul din Atuona, pe insula Hiva Oa, alături de Paul Gauguin.
Într-un sondaj din 2005 al Radioteleviziunii belgiene de limbă franceză (RTBF) a fost proclamat cel mai mare belgian din toate timpurile, înaintea regelui Baudouin.

## Discografie
Lista de mai jos enumeră doar albumele originale ale lui Brel, așa cum au fost ele colectate și publicate în 2003 în ediția de 16 CD-uri Boîte à Bonbons lansată de casa de discuri Barclay / Universal.

### Albume de studio
- Grand Jacques (1954)
- Quand On n'a Que l'Amour (1957)
- Au Printemps (1958)
- La Valse à Mille Temps (1959)
- 5 (1961)
- Les Bourgeois (1962)
- Les Bonbons (1966)
- Ces Gens-Là (1966)
- Jacques Brel '67 (1967)
- J'arrive (1968)
- L'Homme de la Mancha (1968)
- Ne Me Quitte Pas (1972)
- Les Marquises (1977)

### Albume live
- Enregistrement Public à l'Olympia 1961 (1962)
- Enregistrement Public à l'Olympia 1964 (1964)

### Rarități
- Chansons ou Versions Inédites de Jeunesse (2003)

## Filmografie

### Regizor
- 1971 Franz
- 1973 Le Far West

### Actor
- 1956 La Grande Peur de Monsieur Clément, regia Paul Diebens
- 1967 Riscurile meseriei (Les Risques du métier), regia André Cayatte
- 1969 Unchiul meu Benjamin (Mon Oncle Benjamin), regia Édouard Molinaro
- 1969 La Bande à Bonnot, regia Philippe Fourastié
- 1971 Poliția sub acuzare (Les assassins de l'ordre), regia Marcel Carné
- 1971 Mont-Dragon, regia Jean Valère
- 1971 Franz, regia Jacques Brel
- 1972 L'Aventure, c'est l'Aventure, regia Claude Lelouch
- 1972 Le Bar de la Fourche, regia Alain Levent
- 1973 Le Far West, regia Jacques Brel
- 1973 L'Emmerdeur, regia Edouard Molinaro
- 1974 Jacques Brel Is Alive and Well and Living in Paris, regia Denis Heroux

## Vezi și
- Listă de actori belgieni